# Lluna de mel (pel·lícula de 1942)
 Lluna de mel (original: Once Upon a Honeymoon) és una pel·lícula estatunidenca de Leo McCarey estrenada el 1942 i doblada al català.

## Argument
Katie O'Hara, exballarina de cabaret nord-americana, es casa amb el baró Von Luber, i ambdós inicien una lluna de mel europea. Els segueix un altre nord-americà, Pat O'Toole, locutor de ràdio que col·labora amb els serveis secrets del seu país i que intenta convèncer Katie que, en realitat, el seu marit és un nazi, una mica així com la mà dreta de Hitler. De fet, cada país que visiten els noucasats (Txecoslovàquia, Polònia, França) és immediatament envaït per les tropes alemanyes. Finalment convençuda, i ja enamorada d'O'Toole, Katie intentarà a París fer el perillós paper d'espia i extreure valuosa informació de Von Luber.
En aquesta pel·lícula, hi ha una seqüència molt realista sobre els jueus polonesos al gueto de Varsòvia.

## Repartiment
- Cary Grant: Patrick "Pat" O'Toole
- Ginger Rogers: Katie O'Hara
- Walter Slezak: Baró Von Luber
- Albert Dekker: Leblanc
- Albert Bassermann: General Borelski
- Ferike Boros: Elsa
- Harry Shannon: Cumberland
- John Banner: Kleinoch
- Natasha Lytess: Anna
- Peter Seal: L'ordenança polonès
- Alex Melesh: L'empleat d'hotel
- Hans Conried: El verdader modista
- George Irving (no surt als crèdits): El cònsol estatunidenc

## Nominacions
- 1943. Oscar al millor so per Stephen Dunn